# Canelazo

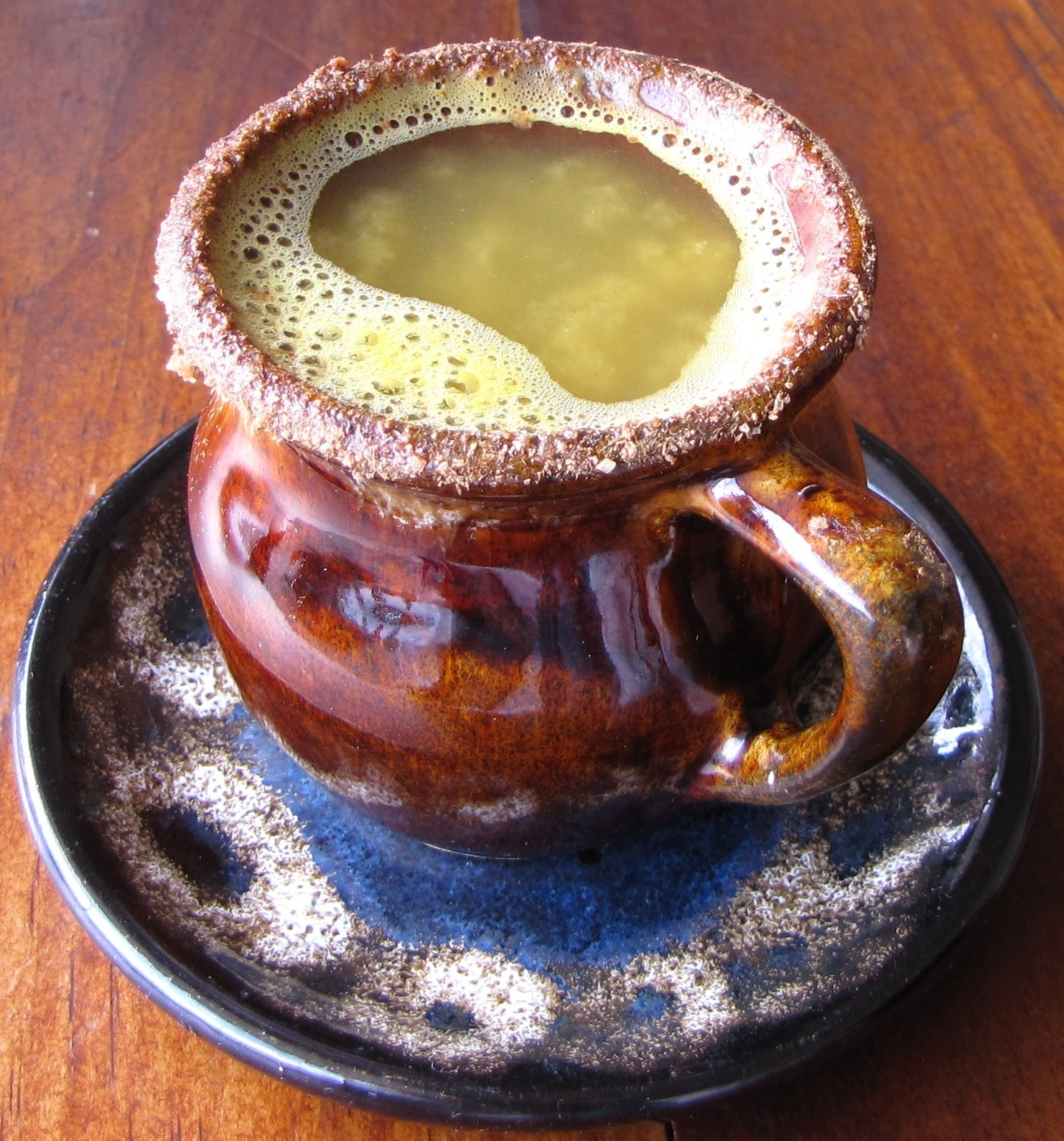
Canelazo

Canelazo ist ein heißes alkoholisches Getränk, das in der Andenregion von Ecuador, Kolumbien und Peru getrunken wird. Der Name besteht aus Canela (Zimt) und -azo, ein augmentatives Suffix, das auf etwas Riesiges deutet. In diesem Fall bezieht sich das Suffix nicht direkt auf die Größe der Tasse oder des Getränks an sich, sondern eher auf den hohen Alkoholgehalt (40–70 % Vol.).

## Zusammensetzung
In Ecuador:
Canelazo besteht in Ecuador meistens aus Wasser, Zimt, Nelken, Naranjillasaft und starkem Zuckerrohr-Aguardiente oder Puntas. Das Wasser, die Nelken und der Zimt werden auf schwacher Flamme kurz gekocht. Danach kommt der Naranjillasaft dazu, es wird weiter gekocht, bis sich am Boden ein Sirup bildet. Schließlich kommt Aguardiente oder Puntas dazu. Das Getränk wird wie Glühwein heiß getrunken.
In Kolumbien:
Die kolumbianische Variante des Canelazo ist einfacher als die ecuadorianische. Meistens wird nur Panelawasser, Zimt, Zitronensaft und Aguardiente benutzt. Canelazo wird auch in Kolumbien heiß getrunken.
In Peru: Hier wird Canelazo mit (Panela-)Chancacawasser, Aguardiente, Zimt und Chicha de Jora vorbereitet. Wie in Ecuador und Kolumbien wird Canelazo meistens in der Sierra (Gebirge) getrunken.